# Music Theatre Louisville
Le Music Theatre Louisville est une compagnie théâtrale sans but lucratif de la ville de Louisville, qui y organise différentes activités culturelles depuis les années 1980. Elle présente par exemple plusieurs spectacles chaque été dans l'amphithéâtre de l'Iroquois Park. En 2008, elle a changé son nom en Broadway at Iroquois.
En 2009, elle s'est installée au Kentucky Center.